# Mesontoplatys sunantae
Mesontoplatys sunantae är en skalbaggsart som beskrevs av Zdzisława Stebnicka 1981. Mesontoplatys sunantae ingår i släktet Mesontoplatys och familjen Aphodiidae. Inga underarter finns listade i Catalogue of Life.